# Грищук Іван Петрович
Іва́н Петро́вич Грищу́к (нар. 8 вересня 1953, Біла) — український художник; член Вінницької організації Спілки художників України з 1992 року.

## Біографія
Народився 8 вересня 1953 року в селі Біла (нині Вінницький район, Вінницької області, Україна). 1972 року закінчив Львівське державне училище прикладного та декоративного мистецтва імені Івана Труша; 1992 року — відділення графіки Українського поліграфічного інституту імені Івана Федорова, був учнем Анатолія Попова, Христини Саноцької, Сергія Іванова, Миколи Таранова.
Мешкає у Вінниці, в будинку на вулиці Кожедуба, № 17.

## Творчість
Працює у галузі станкового (автор портретів, жанрових картин, натюрмортів) і монументального живопису, книжкової графіки. Автор декоративних композицій з використанням елементів народного орнаменту. Серед робіт:
- графіка: «Автопортрет» (1986), «Метелик та виноград» (1989), «Хліб», «Вечорниці» (обидва — 1991), «Пасхальний поцілунок», «Святкова композиція» (обидва — 1992), «Скорбота», «Козацька родина» (обидва — 1993), «Пасхальна композиція» (1995), «Папороть цвіте», «Вінковий хоровод» (обидва — 1996), «Вертеп» (1997), «Лісова пісня» (1998), «Церква у Котюжанах», «Сільське подвір'я», «Куряче царство», «Палац Марії Щербатової» (всі — 2005), «Стара церква» (2007), «Із минулого» (2008);
- живопис: «Вечорниці» (1991), «Ранок у лісі» (1998), «Свято Корочуна», «Гроза пройшла» (обидва — 2003), «Побралися береза з дубом», «Танцівниця Світлана», «В селі» (всі — 2005), «Козак Іван Забабаха» (2009);
- ілюстрації до книги «Україна — земля козаків» Павла Халебського (Вінниця, 2004).

Учасник обласних, республіканських виставок з 1989 року. Персональні виставки відбулися у Вінниці у 1989, 1991, 1993, 2001 роках, Липовці у 2001 році.
Твори зберігаються у Вінницькому обласному художньому музеї, музеї Культурно-художнього центру Вінницького технічного університету.